# Вложенные запросы
Вложенным запросом (подзапросом) в SQL называется запрос, содержащийся в предложении WHERE или HAVING другого оператора SQL. Данный запрос обычно используется для получения данных из двух и более таблиц, а также для возвращения данных, которые будут использоваться в основном запросе, как условие для ограничения получаемых данных.

## Типы вложенных запросов
- Вложенный запрос, возвращающий одно значение;
- Вложенный запрос, возвращающий несколько значений;
- Соотнесенный (коррелирующий) подзапрос.

Коррелируемым подзапросом называется подзапрос, который содержит ссылку на столбцы таблицы внешнего запроса.

## Обработка вложенных запросов
Простые вложенные подзапросы обрабатываются системой «снизу вверх». Первым обрабатывается вложенный подзапрос самого нижнего уровня. Множество значений, полученное в результате его выполнения, используется при реализации подзапроса более высокого уровня и т. д.
Коррелированные вложенные подзапросы обрабатываются системой в обратном порядке. Сначала выбирается первая строка рабочей таблицы, сформированной основным запросом, и из нее выбираются значения тех столбцов, которые используются во вложенном подзапросе (вложенных подзапросах). Если эти значения удовлетворяют условиям вложенного подзапроса, то выбранная строка включается в результат. Затем выбирается вторая строка и т. д., пока в результат не будут включены все строки, удовлетворяющие вложенному подзапросу (последовательности вложенных подзапросов).

## Особенности вложенных запросов
- Вложенный запрос всегда заключается в круглые скобки;
- Таблица результатов вложенного запроса всегда состоит из одного столбца;
- Во вложенный запрос не может входить предложение ORDER BY.
- Вложенный запрос не может заканчиваться в функции.
- Вложенные запросы, возвращающие более одной записи, могут использоваться с операторами нескольких значений, как оператор IN.
- Оператор BETWEEN не может быть использован вместе с вложенным запросом.
- Подзапросы, представляющие собой тест на существование или присутствие данных, начинаются с EXISTS.

## Синтаксис
Вложенный запрос, возвращающий одно значение:
```
SELECT
 
список
_полей
 
FROM
 
имя
_табл1

WHERE
 
имя
_поля1
 
=
 
(
SELECT
 
имя
_поля2
 
FROM
 
имя
_табл2
 
WHERE
 
условие
)

```

Вложенный запрос, возвращающий несколько значений:
```
SELECT
 
список
_полей
 
FROM
 
имя
_табл1

WHERE
 
имя
_поля1
 
IN
 
(
SELECT
 
имя
_поля2
 
FROM
 
имя
_табл2
 
WHERE
 
условие
)

```

Соотнесенный (коррелирующий) подзапрос
```
SELECT
 
список
_полей
 
FROM
 
имя
_табл1

WHERE
 
имя
_поля1
 
IN
 
(
SELECT
 
имя
_поля2
 
FROM
 
имя
_табл2
 
WHERE
 
имя
_табл1
.
поле
=
имя
_табл2
.
поле
)

```

## Примеры
Пример 1. Получить список предметов, по которым была получена оценка 4.
```
SELECT
 
subjName

  
FROM
 
Subjects

  
WHERE
 
subjNum
 
IN
 
(
 
SELECT
 
subjNum

    
FROM
 
Marks

    
WHERE
 
mark
 
=
 
4
)

```

Пример 2. Вывести список студентов, средний балл которых выше 4,5.
```
SELECT
 
stName

  
FROM
 
Students

  
WHERE
 
(
SELECT
 
AVG
(
mark
)

      
FROM
 
Marks

      
WHERE
 
Marks
.
stNum
 
=
 
Students
.
stNum
)
 
>
 
4
.
5

```